# Буланов, Юрий
Ю́рий Никола́евич Була́нов (пол. Jerzy Bułanow; 29 апреля 1903, Москва — 18 марта 1980, Буэнос-Айрес) — русский и польский футболист, польский футбольный тренер. Автор литературных произведений о спорте.

## Биография
Родился 29 апреля 1903 года в Москве.
Будучи подростком, начал играть в футбол за футбольный клуб «Наздар» (Москва), а затем перешёл в другую местную команду — МКЛС (Москва). Однако, через некоторое время в конце 1918 или в начале 1919 года, он переехал с семьей (родителями и тремя братьями) из России в Польшу, спасаясь от Русской революции 1917 года.
Буланов, будучи русскоговорящим, приехал в Варшаву в возрасте 16 лет. Он пошёл в русскую гимназию, но начал изучать польский язык. Вскоре он стал владеть новым языком, позже женился на польке из Варшавы, также написал множество статей, рассказов, даже романы. Тем не менее, он является известным именно как футболист.
Вместе со своим старшим братом Борисом, молодой Юрий решил продолжить футбольную карьеру после переезда в Варшаву. Вместе со своим братом непродолжительное время играл за команды «Корона» (1919—1922 года) и «Легия» (1922 год), и в 1923 году они перешли в «Полонию» (1923—1937 года). В «Полонии» Буланов играл в течение 12 лет, проведя за команду 180 матчей. На протяжении многих лет был капитаном Полонии.
Юрий дебютировал за сборную Польши 3 сентября 1922 года в городе Черновцах против сборной Румынии (матч закончился вничью 2-2), в то время когда он играл за варшавскую «Корону». Потом, после шести лет перерыва, он снова надел бело-красную форму, и в 1928 году получил регулярное место в стартовом составе. В конце 1920-х и в начале 1930-х годов, русский эмигрант был высоко оценен как игрок. Его навыки, манеры и лидерские способности были замечены тренерами сборной Польши — Юрий сыграл за Польшу 22 матча, в 17 играх он был капитаном. Вместе с игроком варшавской «Легии» Генриком Мартиной (пол. Henryk Martyna), русский игрок создал хорошую пару защитников.
Буланов закончил карьеру футбольного игрока в 1935 году. Он провёл последний матч за сборную Польши 18 августа 1935 года в г. Катовице против сборной Югославии (2:3). Затем стал тренером нескольких команд Варшавы. Во время Второй мировой войны остался в Варшаве, и оставался там до начала 1945 года, когда вся семья решила бежать от наступающей Красной Армии. В феврале 1945 года Булановы (родители и четыре брата) пошли на рискованное путешествие на поезде из Польши, через Чехию и Австрию в Италию. Во время путешествия Роман, один из братьев Юрия, умер, когда поезд бомбили самолёты Союзников.
В середине 1945 года, благополучно достигнув Италии, присоединился ко Второму польскому корпусу под командованием генерала Владислава Андерса. Три года спустя вся семья переехала в Аргентину.
Умер 18 марта 1980 года в Буэнос-Айресе.

## Награды
- Крест Заслуги[1]